# Bruinkeelboomkruiper
De bruinkeelboomkruiper (Certhia discolor) is een zangvogel uit de familie van echte boomkruipers (Certhiidae).

## Verspreiding en leefgebied
Deze soort komt voor in Nepal, Tibet en Noordoost-India.